# Xavier Fabre
Xavier Fabre, né en 1950 à Paris, est un architecte français, membre titulaire de l'académie d'architecture.

## Biographie
Après des études d'architecture à l'école polytechnique de Zurich, où il rencontre son mentor Aldo Rossi, Xavier Fabre s'installe à Paris. Il enseigne l'architecture à Clermont-Ferrand, ainsi qu'à Paris Malaquais (site des Beaux Arts), à Paris. En 1986, il fonde l'agence Fabre/Speller avec l'architecte Vincent Speller. L'agence est notamment connue pour ses 26 réalisations et rénovations de théâtres, dont le célèbre opéra de Saint-Pétersbourg.
Xavier Fabre est père de trois enfants.

## Démarche
L’agence d’architecture Fabre/Speller construit des édifices simples et quotidiens, en cherchant à garder toujours la même ligne architecturale, construire la ville et servir l'usage, soucieux de la qualité urbaine, architecturale et technique.

## Réalisations notoires
- 1991 : Centre international d'art et du paysage de Vassivière, Beaumont-du-Lac, en associé avec Aldo Rossi
- 1995 : Théâtre des Salins, Martigues
- 2004 : Théâtre de la Cité Internationale, Paris, restructuration
- 2006 : Tour de la gare, Clermont-Ferrand
- 2007 : Salle de concert Mariinsky III[2], Saint-Pétersbourg
- 2011 : Théâtre national populaire[3], Villeurbanne, restructuration
- 2015 : Caverne du pont-d'Arc[4] (réplique de la grotte Chauvet), Vallon-Pont-d'Arc
- En cours : Théâtre Mariinsky, Saint-Pétersbourg, rénovation

## Photographies d'œuvres

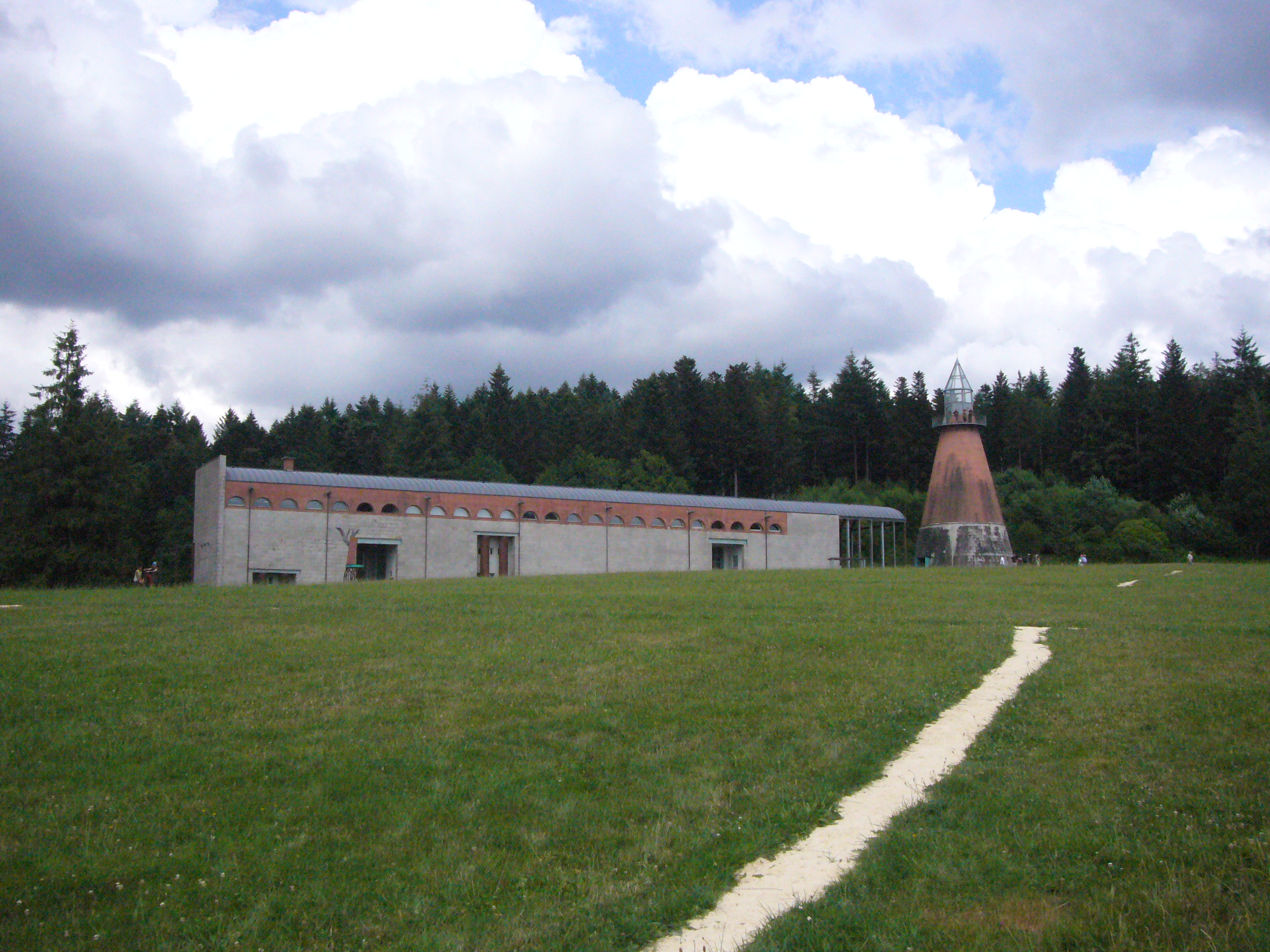
Centre d'art contemporain, Vassivière
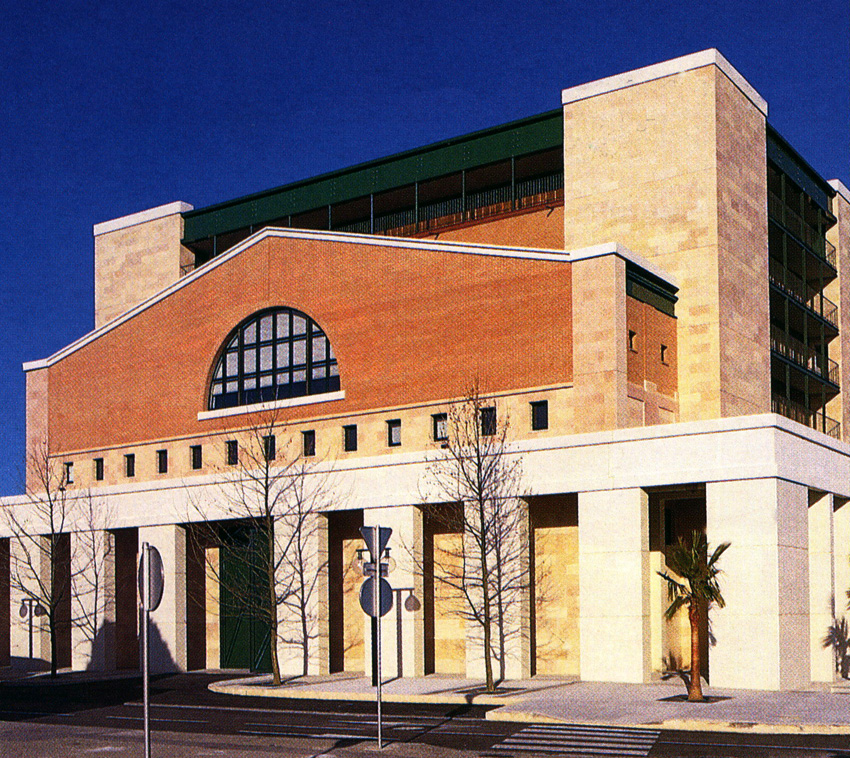
Théâtre des Salins, Martigues
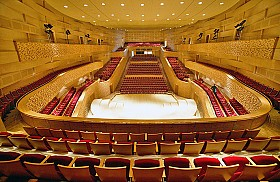
Salle de concert du Mariinsky, Saint-Pétersbourg
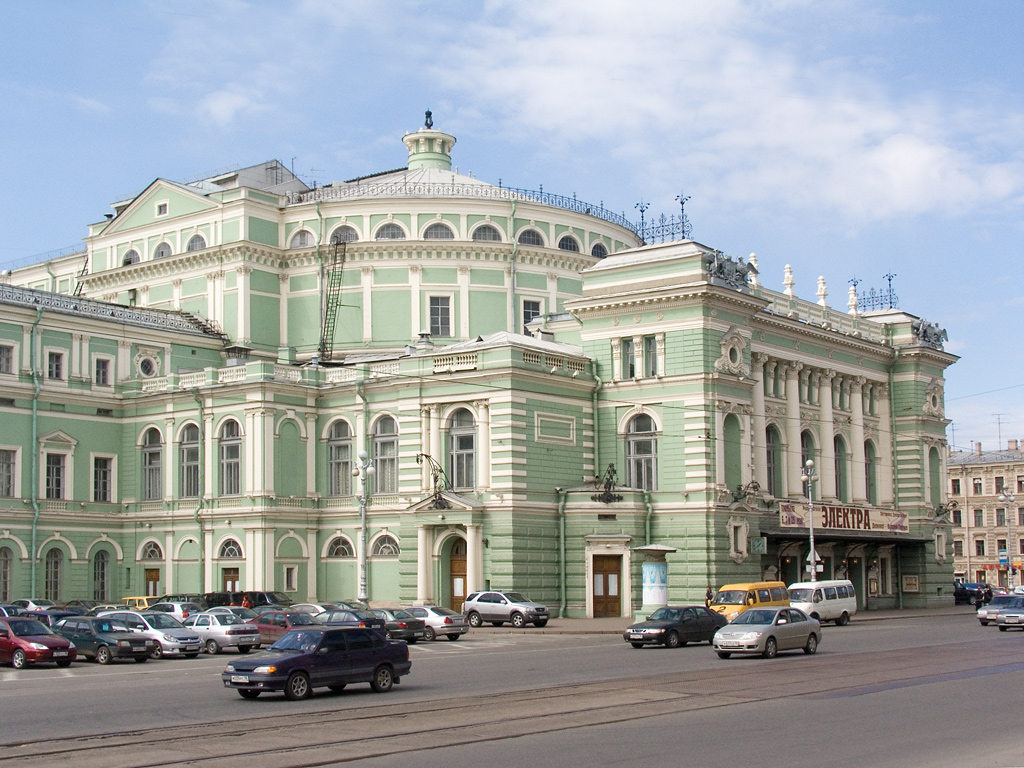
Théâtre Mariinsky, Saint-Pétersbourg

## Publications
- "La réutilisation des bâtiments anciens", CNMHS, 1978
- Serge Essaian, Fragments, 2006
- Architecture paradoxale, Archives d'architecture moderne, 2009
- Le théâtre sans fin, Actes Sud, 2013